# Oftalmoskop
Oftalmoskop ili fundoskop je medicinski uređaj koji služi za pregled unutrašnjih struktura oka, pre svega njegove unutrašnje sredine i očnog dna — fundusa, ali i skoro svih anatomskih struktura oka.
Prilikom izvođenja pregleda oftalmoskopom, koji nosi naziv oftalmoskopija, vrši se posmatranje očnih struktura duž svetlosnog snopa instrumenta i time ispitivač vidi tkiva koja pod normalnim uslovima nije moguće videti golim okom, i/ili  bez uvećanja lupom, zbog nedovoljne koliĉine svetlosti i malih dimenzija anatomskih struktura.

## Istorijat aparata
Oftalmoskop, onakav kakav je nama poznat danas, izumeo je u Nemačkoj 1850. godine Herman Helmholtz (1821-1899) i tako uspeo da učini oftalmologiju najegzaktnijom naukom u domenu hirurgije.  Helmholtz je ovaj aparat sasvim samostalno konstruisao.
Godine 1847.  William Babbage napravio je rudimentiranu verziju Helmholtz-og aparata.
Prednost otkrića oftalmoskopa je bila ta, što se po prvi put očni lekar imao uvid u očno dno i u nervni sistem oka, otkrivanje hipertenzije i oboljenja krvnih
sudova.

## Namena
Oftalmoskopom, iako je primarno namnjen za pregled pre svega unutrašnje sredine oka, koristi se i za pregled skoro svih anatomskih struktura oka:
- Kapci (Palpebrae);
- Vežnjača (Conjunctiva);
- Rožnajĉa (Cornea);
- Beonjača (Sclera);
- Dužica (Iris);
- Zenica (Pupilla);
- Sočivo (Lens);
- Staklasto telo (Corpus vitreus);
- Sudovnjača (Choroidea);
- Mrežnjača (Retina).[2]

## Opšta razmatranja
Prilikom izvođenja pregleda oftalmoskopom, koji nosi naziv oftalmoskopija, vrši se posmatranje očinh struktura duž svetlosnog snopa instrumenta i time ispitivač vidi tkiva koja pod normalnim uslovima nije moguće videri zbog nedovoljne koliĉine svetlosti.

## Vrste oftalmoskopa
Prilikom izvođenja pregleda oftalmoskopom, koji nosi naziv oftalmoskopija, posmatranje očinih struktura duž svetlosnog snopa instrumenta vidi tkiva koja pod normalnim uslovima nije moguće videri zbog nedovoljne koliĉine svetlosti. U tu svrhu danas se koriste direktni i inirektni oftalmoskopi.
Direktni oftalmoskopi imaju uvećanje 15x za dok indirektni imaju uvećanje od 0.7x do 40x. Glavna razlika ova dva tipa oftalmoskopa je ta što se sa direktnim, sa velikim uvećanjem, vidi samo mali deo fundusa (očnog dna) a sa indirektnim, sa manjim uvećanjem, može se videti veći deo.
U praksi se najčešće koriste direktni oftalmoskopi jer postupak ne zahteva širenje zenica što omogućava posmatranje slike visokog kvaliteta sa dobrom rezolucijom, a imaju i manju nabavnu cenu.
Biomokroskop ili slit lampa, sa odgovarajućim sočivima, može se svrstati u grupu indirektnih oftalmoskopa.

### Direktni oftalmoskop
Direktni oftalmoskop, optički gledano, sastoji se iz dva dela, sistema za osvetljenje i sistema za posmatranje. 
Sistem za osvetljenje
Sistem za osvetljenje sadrži sijalicu, kondenzatorski sistem, reflektor i sočivo. Neki oftalmoskopi omogućavaju ubacivanje zelenog filtera u sistem za osvetljavanje. Taj filter otklanja svetlost većih talasnih dužina kao što je crvena.
Polje osvetljavanja i vidno polje bi kod oftalmoskopa trebalo da budu jednaki. Povećanje polja osvetljenja izaziva kod pacijenta suženje zenice što otežava ispitivanje i povećava kornealni refleks. 
Aperturni otvori i filteri
Aperturni otvori i filteri na instrumentu se postavljaju između kondenzorskog i projekcionog sočiva. Kod ispitivanja makule, od velikog značaja je da se redukuje veličina osvetljene mrlje na retini postiže različitim aperturama. Zato je veličina aperture unutar sistema za osvetljenje veoma značajna jer može uticati na intenzitet kornealnog refleksa. Manjom aperturom biće manji poprečni presek zraka svetlosti za osvetljenje na kornei, pa će tako i količina reflektovane svetlosti biti manja.
Intenzitet i položaj kornealnog refleksa zavisi od: ugla između osa osvetljenja i posmatranja; rastojanja optometriste i oka pacijenta; veličine aperture u sistemu za posmatranje; veličine otvora za posmatranje. Povećanjem ugla izmedju ose osvetljenja i ose posmatranja povećava se pomeranje refleksa i istovremeno redukuje veličina preklapanja na retini između sistema za osvetljenje i posmatranje te se time smanjuje površina retine koja se vidi. Iz tog razloga ovaj ugao treba da je mali.
Ugaona veličina polja kod oftalmoskopa sa pacijentom čija je zenica 3 mm je oko 12 stepeni. Za pacijente sa proširenim zenicama, širina vidnog polja će biti veća i za takva posmatranja koristi se otvor sa većom aperturom. Zato svaki oftalmoskop ima više otvora sa različitim aperturama. Kroz normalnu (neraširenu) zenicu mala apertura je najpogodnija za posmatranje makule, srednja za posmatranje fundusa. Za posmatranje fundusa kroz proširenu zenicu, koristi se velika apertura.
Sistem za posmatranje
Sistem za posmatranje sastoji se od otvora za posmatranje i sistema za fokusiranje. Sistem za fokusiranje omogućava korekciju na refraktivne greške optometriste i pacijenta.
Sistem se sastoji od držača sočiva različitih jačina, od kojih se jedno nalazi ispred otvora za posmatranje. Menjajući sočivo ispred otvora za posmatranje optometrista fokusira svetlost na očno dno pacijenta. Jačina soĉiva treba da bude jednaka refrakcionoj grešci optometriste.

## Indirektni oftalmoskop
Indirektni oftalmoskop je namenjen za posmatranje indirektnog lika očnog dna (fundusa). U njemu sočivo koje je smešteno između optometriste i pacijenta formira lik. U praksi se koristi više vrsta indirektnih oftalmoskopa, kao što su,
- Rajhartov (Reichert) monokularni oftalmoskop — koji je samo nešto veći od direktnog. On spada u najpraktičniji indirektni oftalmoskope, zbog toga što je ručni instrument koji se može koristiti samo sa prirodnom zenicom te je zbog toga pogodan za rutinske preglede.
- Fundus kamera — koja za razliku od Rajhartovog oftalmoskopa zahteva posebno postolje.
- Slit lampa —

Optički princip ovog oftalmoskopa zasniva se na sočivu koje ima dve fukncije, da oslikava izraz sistema za osvetljavanje i ulaz sistema za posmatranje na pacijentovoj zenici kao i da oslikava očno dno oka u tački između sočiva oftalmoskopa i ispitivača. Sa promenom refraktivne greške pacijenta i jačinom sočiva menja se i pozicija lika na očnom dnu. Kod pacijenata emetropa, sa sočivom od 13 D, lik fundusa se nalazi 77 mm ispred sočiva oftalmoskopa. Ukoliko smanjimo rastojanje na 60 cm od sočiva oftalmoskopa, ispitivač će morati da primeni oko 2 D akomodacije da bi se lik fundusa jasno video.
Sočiva oftalmoskopa sa većom jačinom smanjuju uvećanje i za dati dijametar sočiva povećavaju vidno polje. Radi poboljšanja kvaliteta lika fundusa i sprečavanja pojave aberacije, većina sočiva oftalmoskopa se izrađuju sa asferičnim površinama. Karakteristično za ova sočiva je to da su premazana antirefleksnim slojem radi smanjenja refleksa koji se pojavljuju zbog toga što izvor svetlosti sija kroz sočivo oftalmoskopa.
| Karakteristike                    | Direktna oftalmoskopija                            | Indirektna oftalmoskopija           |
| --------------------------------- | -------------------------------------------------- | ----------------------------------- |
| Kondenzujuće sočivo               | Ne traži se                                        | Potrebno                            |
| Pregledna udaljenost              | Što bliže oku pacijenta                            | Na dohvat ruke                      |
| Slika                             | Virtuelna i uspravna slika                         | Prava, obrnuta                      |
| Osvetljenje                       | Ne tako svetlo; nije korisno u maglovitim medijima | Svetlo; korisno za maglovite medije |
| Oblast polja u fokusu             | Oko 2-8 prečnika diskova                           | Oko 8 prečnika diskova              |
| Stereopsisja                      | Odsutna                                            | Moguća                              |
| Pristupačan pogled na fundus      | Malo iza ekvatora                                  | Do periferne mrežnjače              |
| Ispitivanje kroz maglovite medije | Teško ili nije moguće                              | Moguće                              |

## Spoljašnje veze
- Galerija oftalmoskopa kroz istoriju na:phisick.com Архивирано на веб-сајту  (8. новембар 2018)

|  | Molimo Vas, obratite pažnju na važno upozorenje u vezi sa temama iz oblasti medicine (zdravlja). |